# Еротофобія
Еротофобія — термін, введений кількома дослідниками наприкінці 1970-х і на початку 1980-х років для опису одного полюса в континуумі поглядів і переконань щодо сексуальності. Модель континууму — це базова поляризована лінія з еротофобією (боязнь сексу або негативне ставлення до сексу) на одному кінці та еротофілія (позитивні почуття або ставлення до сексу) на іншому кінці.
Слово еротофобія походить від імені Ероса, грецького бога еротичного кохання, і Фобоса, грецького (φόβος .</link>) для «страху».

## Типи
Еротофобія має багато проявів. Індивід або культура можуть мати одну або кілька еротофобних установок. Деякі типи еротофобії включають страх оголеності, страх сексуальних зображень, негативне ставлення до гомосексуалізму, страх статевого виховання, страх сексуального дискурсу.

## Клінічне значення
Як клінічна фобія, «еротофобія» описує ірраціональний і потенційно виснажливий страх перед якимось об'єктом, людиною або діями, пов'язаними зі сексом. Цей страх або знижує бажання або здатність людини мати сексуальні стосунки, або повністю перешкоджає здатності людини займатися сексом. Еротофобія також може в деяких (але не у всіх) окремих випадках бути частиною більших моделей будь-якої з наступних психологічних проблем — соціальної фобії, розладу особистості, що уникає, дисморфічного розладу тіла або загальної соціальної тривожності. Для інших еротофобія також може бути дуже специфічною для любові з іншою людиною і не бути пов'язаною з будь-яким із цих інших соціальних тривожних розладів. У випадку специфічної еротофобії буде присутній лише страх перед чимось, пов'язаним із сексом, без будь-яких інших страхів чи синдромів.

## Психологічні дослідження
У психологічних дослідженнях цей термін часто використовується для опису ступеня (загальної) сексуальної відрази проти (загального) інтересу до сексу. У цьому сенсі еротофобія описує власне місце в діапазоні континууму сексуальних почуттів або відрази до почуттів. Еротофоби мають високий бал на одному кінці шкали, яка характеризується проявами провини та страху щодо сексу. Психологи іноді намагаються описати сексуальність за шкалою особистості. Еротофоби менш схильні говорити про секс, мають більш негативну реакцію на відверто сексуальні матеріали та займаються сексом рідше і з меншою кількістю партнерів з плином часу. На противагу цьому, еротофіли отримують високі бали на протилежному кінці шкали — еротофілії, яка характеризується меншим відчуттям провини за секс, більш відкритими розмовами про секс і більш позитивним ставленням до відверто сексуальних матеріалів.
Цей вимір особистості використовується для оцінки відкритості до сексу та сексуальності. Це важливий аспект для вимірювання через ризики для здоров'я та безпеки, пов'язані з поганою сексуальною освітою. Дослідження цього особистісного виміру показали кореляцію між високими показниками еротофобії та менш послідовним використанням контрацепції і браком знань про людську сексуальність.
Це також важливо, оскільки було показано, що еротофобія створює труднощі у відносинах і шлюбі в багатьох дослідженнях, починаючи з Кінсі.

## Політичне використання
Слово «еротофобія» використовувалося активістами проти пригнічення, щоб описати негативне ставлення до статі як форму дискримінації та пригнічення (схоже на гомофобію). У «Інвалідності, сексуальному радикалізмі та політичній волі» Еббі Вілкінсон стверджує, що «обмеження сексуальної волі слід визнати ознакою гноблення». У «Unpacking the Invisible Knapsack of Sexual Conservatism» (після Пеггі Макінтош «Білий привілей: Розпакування невидимого рюкзака») Т. Джей Брайан каже: «Оскільки владні ієрархії в суспільстві утворюють матрицю домінування, я розумію, що еротофобія окупує простір підтримки, який суміжний із ізмами та фобіями, як-от класовість, расизм, сексизм, здатність, гомофобія».
У своїй книзі «Політика хтивості» автор і сексуальний активіст Джон Інс розглядає три чіткі причинно-наслідкові сили, які живлять еротофобію: «антисексуалізм», ірраціональну негативну реакцію на нешкідливе сексуальне самовираження; «неприємний секс», який включає зґвалтування та насильницьку порнографію; і «жорсткість», нездатність насолоджуватися «грайливим і спонтанним» сексом. Інс також стверджує, що соціальна нерівність і політика взаємопов'язані з еротофобією і що подолання еротофобії є одним із перших кроків до справді демократичного суспільства.